# Webbtidning
| Webbtidning |
| --- |
| Directe!cat är ett katalanskspråkigt exempel på en webbtidning med allmänt nyhetsinnehåll. - Betydelse – tidning eller tidskrift som distribueras via webben - Bakgrund – från 1990-talet - Jämförelse – digital upplaga av befintlig tidning; papperstidningar kan dock byta format från papper till webb - Relaterat begrepp – mobilapp, som ofta kan sprida samma material |

En webbtidning, nättidning eller nättidskrift, är en tidning som publiceras på webben. Den är en ung publikationsform och innehåller både nystartade alster och tidigare tryckta tidningar som övergått till enbart webbpublicering. Materialet distribueras under 2010-talet allt oftare även via mobilappar.
Begreppet webbtidning bör skiljas från digitala upplagor av tryckta tidningar, ofta kallade e-tidningar.

## Definition
Många tryckta tidningar har numera även webbupplagor med delar av det vanliga materialet tillgängligt gratis eller mot en avgift. En webbtidning är en tidning som saknar en tryckt upplaga och uteslutande når sina läsare via internet. Ibland kan tidningsmaterialet (även) distribueras som nedladdningsbara filer – ofta i pdf-format och ofta endast till betalande läsare/abonnenter. Alternativ är allt material gratis, och webbtidningen finansieras då i regel av annonser.

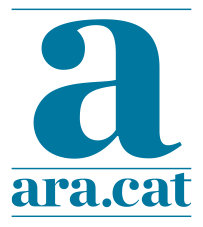
Många dagstidningar sprider numera lika ofta sitt material digitalt som på papper. Den katalanska dagstidningen Ara (startad 2010) har exempelvis fler abonnenter digitalt än på papper, och webbadressen skyltas tydligt.

Annars presenteras materialet som webbsidor. Skillnaden mot en mer statisk webbplats är att stora delar av materialet i en webbtidning mer eller mindre regelbundet byts ut. Ibland sker förändringen i material successivt, eftersom publikationsformen gör ständiga uppdateringar möjliga.
Webbtidningar är vanliga inom skolvärlden.

### Alternativ distribution
Webbtidningar lanserades som fenomen under 1990-talet, då internet fick störst spridning via teknikerna webb och e-post. Under 2000-talet har internet blivit alltmer mobilt, inte minst sedan framväxten av smartmobilen och dess mer eller mindre ständiga Internetuppkoppling. Under 2010-talet har nyhetsmaterial allt mer börjat spridas (även) via mobilappar, både bland utgivare av papperstidningar och utgivare som ej har/haft papperstidningar.

## Journalistik på webben
En ny form av journalistik publiceras på webben, den del av internet som kan nås via en webbläsare eller webbanpassad app. Den har utvecklats sedan 1990-talet, i takt med att internet och webben blivit ett allt viktigare informationsmedium. Dagstidningar etablerar ofta webbversioner av sin "papperstidning", med material som antingen är gratis, (delvis) reklamfinansierat eller endast nåbart via abonnemang. I en webbtidning kan traditionella papperstidningar utveckla sin journalistik med olika sorters audiovisuellt material. Dessutom kan materialet uppdateras löpande och utan direkt koppling till pappersupplagans dagsnumrering. Man kan också locka läsarna till abonnemang genom att erbjuda tillgång till äldre (tidnings)material.
Även radio- och TV-stationer etablerar numera webbvarianter där de presenterar hela eller delar av sitt material. Även här kan radions begränsning till endast ljud kompenseras, samtidigt som både TV och radio får ett nytt medium där man kan publicera texter.
I produktionen och distributionen av materialet kan man ofta dra nytta av enklare och billigare tekniska lösningar. Videointervjuer (både för distribution på TV och webben) kan numera ofta göras via konsumentinriktade tjänster som Skype eller Google Hangouts, medan distribution av (kortare) programinslag även kan spridas via videotjänster som Youtube.
Internetjournalistik kan också distribueras via e-post. Denna är numera mer ovanlig och ofta begränsad till ren textinformation. Webbtidningar kommunicerar dock ofta med sina läsare genom e-postutskick, där man kan göra reklam för aktuella inslag – och i e-brevet länka till materialet på webbplatsen.
Webben erbjuder med sin multimediala presentation nya utmaningar för journalisterna. Detta har lett till journalistutbildningar som riktar sig just mot internet och "multimedia" i stort.